# Helictotrichon sempervirens
L'avena verdeggiante (Helictotrichon sempervirens (Vill.) Pilg., 1938) è una pianta angiosperma monocotiledone appartenente alla famiglia delle Poacee (o Gramineae, nom. cons.).

## Etimologia
Il nome generico (Helictotrichon) deriva da due parole greche "helictos" (= contorto) e "thrix" (= capelli) e fa riferimento alla parte terminale del lemma formata da reste attorcigliate. L'epiteto specifico (verdeggiante) indica una pianta con ciclo biologico perenne.
Il binomio scientifico di questa pianta inizialmente era Avena sempervirens, proposto dal botanico francese Dominique Villars (Le Noyer, 14 novembre 1745 – Strasburgo, 26 giugno 1814) in una pubblicazione del 1779, modificato successivamente in quello attualmente accettato Helictotrichon sempervirens perfezionato dal botanico germanico Robert Knud Friedrich Pilger (3 July 1876, in Helgoland – 1 September 1953, in Berlin) nella pubblicazione "Repertorium Specierum Novarum Regni Vegetabilis. Centralblatt für Sammlung und Veroffentlichung von Einzeldiagnosen neuer Pflanzen. [Edited by Friedrich Fedde]. Berlin" (Repert. Spec. Nov. Regni Veg. 45: 7) del 1938.

## Descrizione

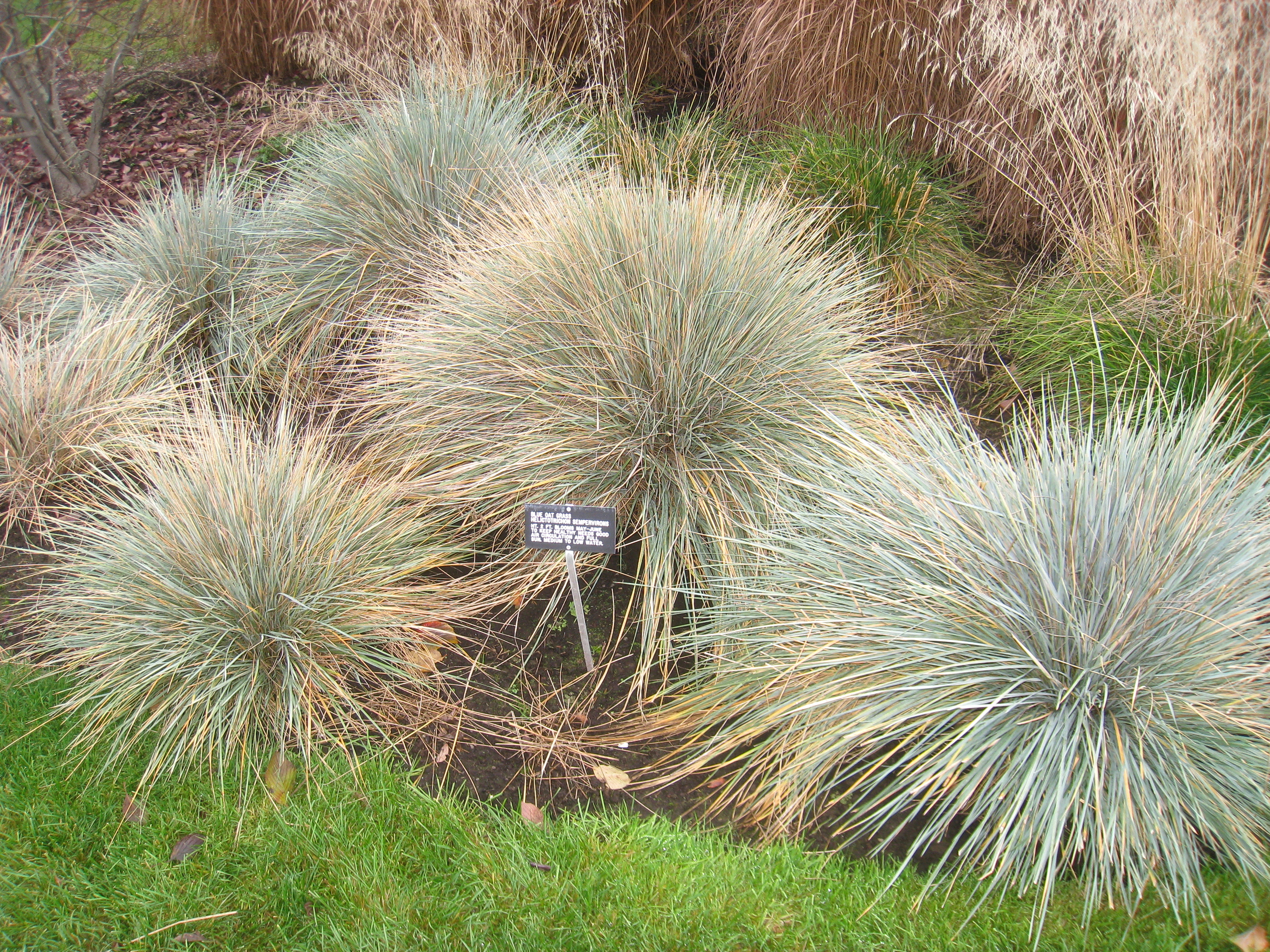
Il portamento

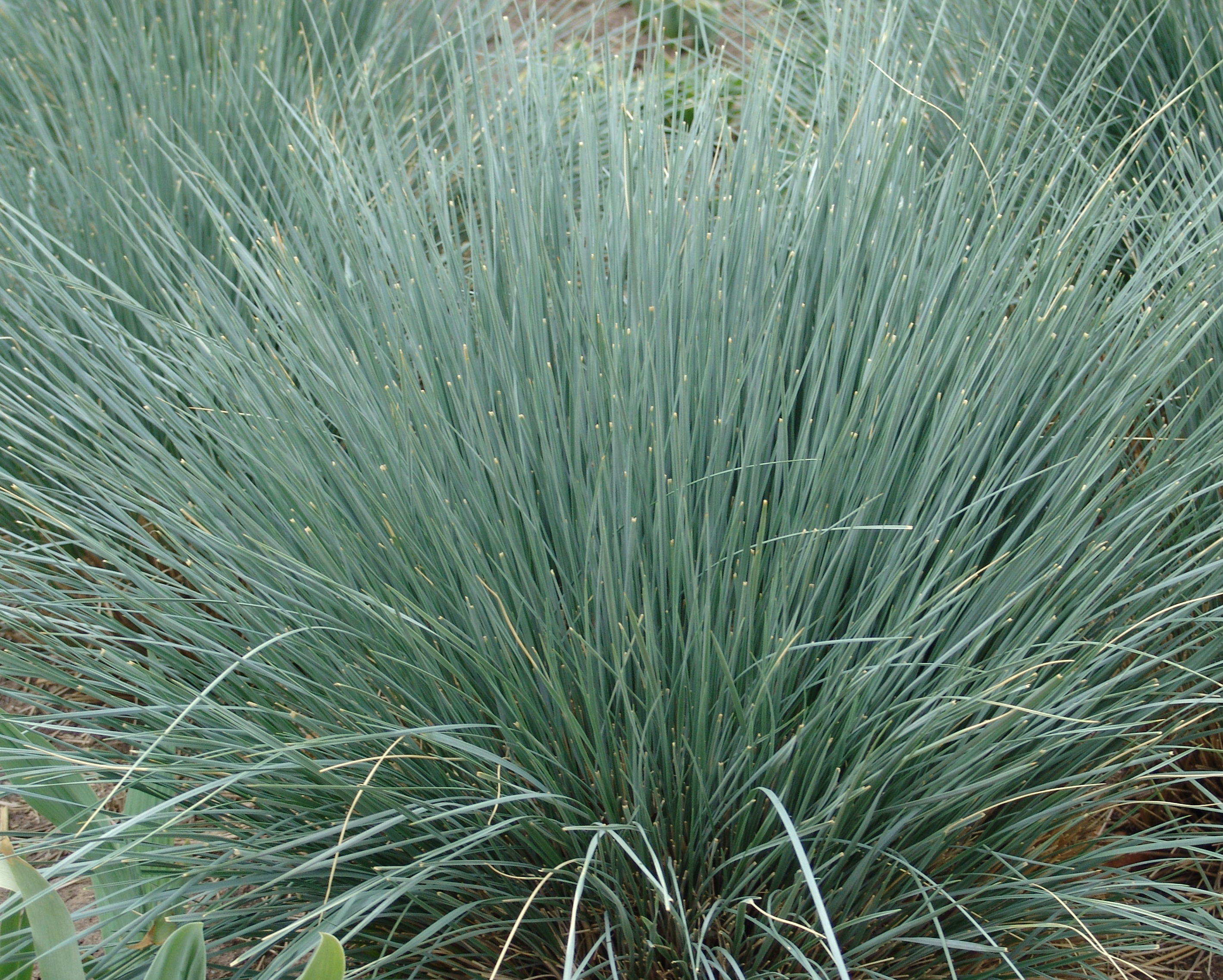
Le foglie

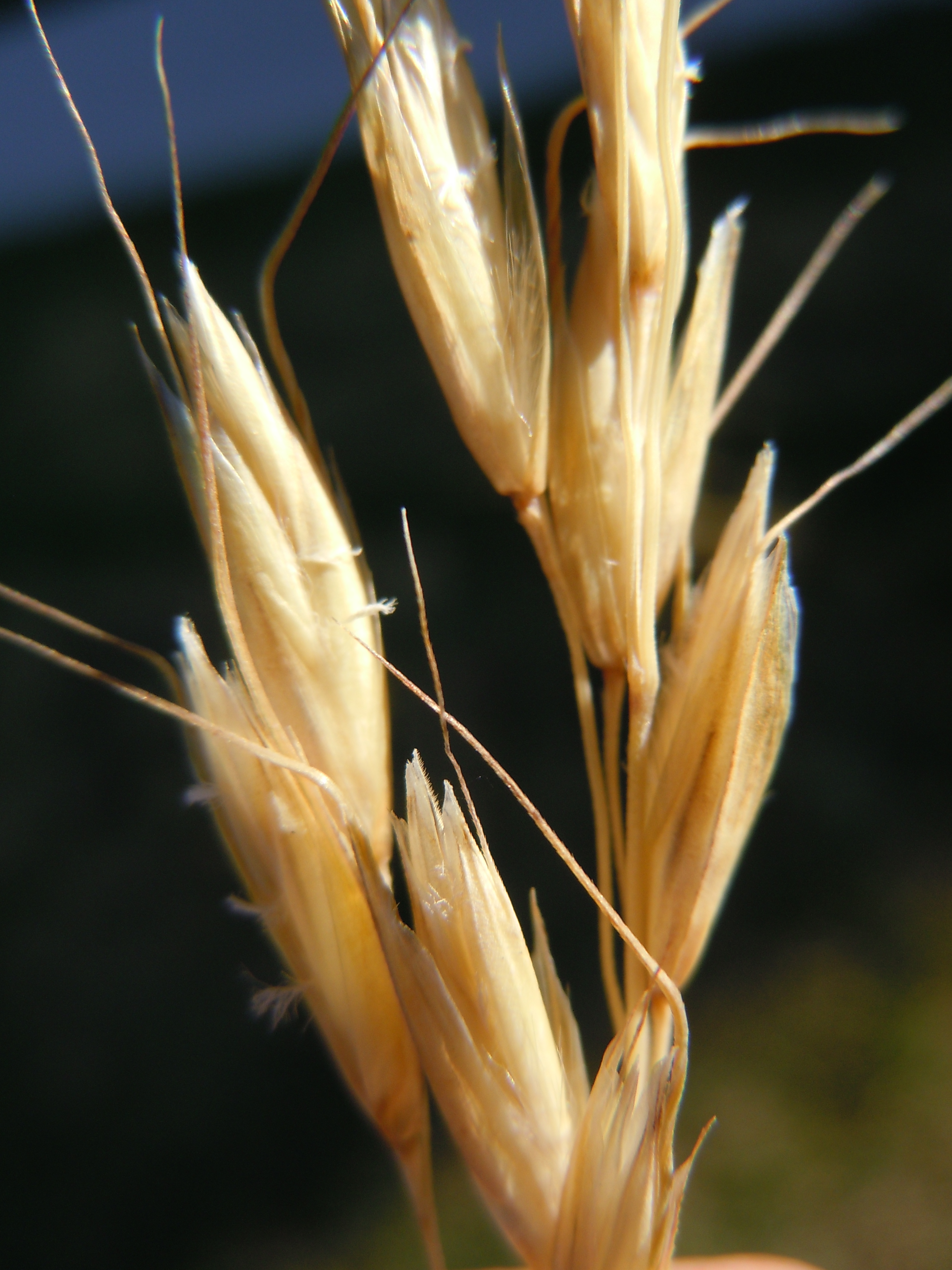
Infiorescenza

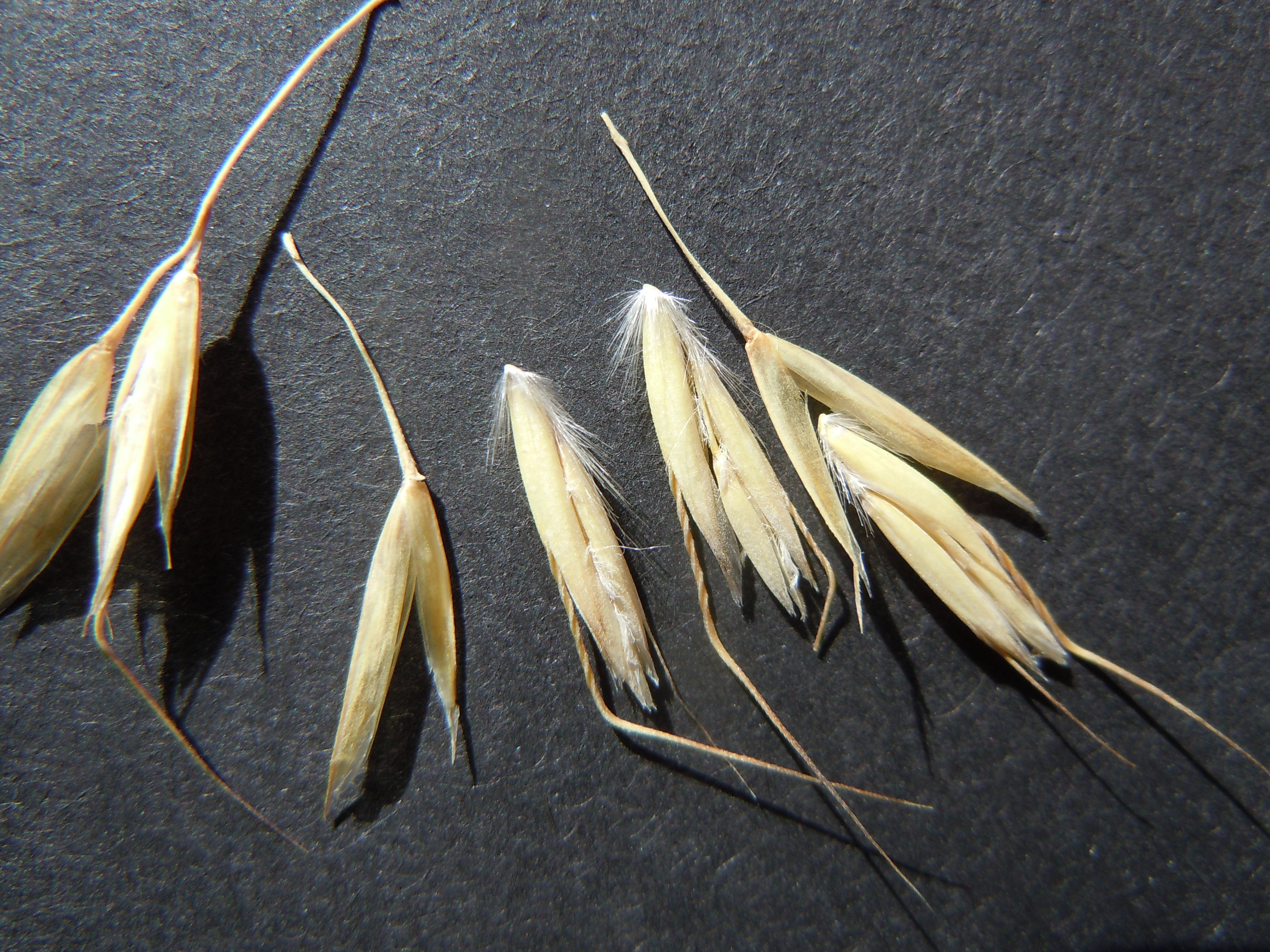
I fiori

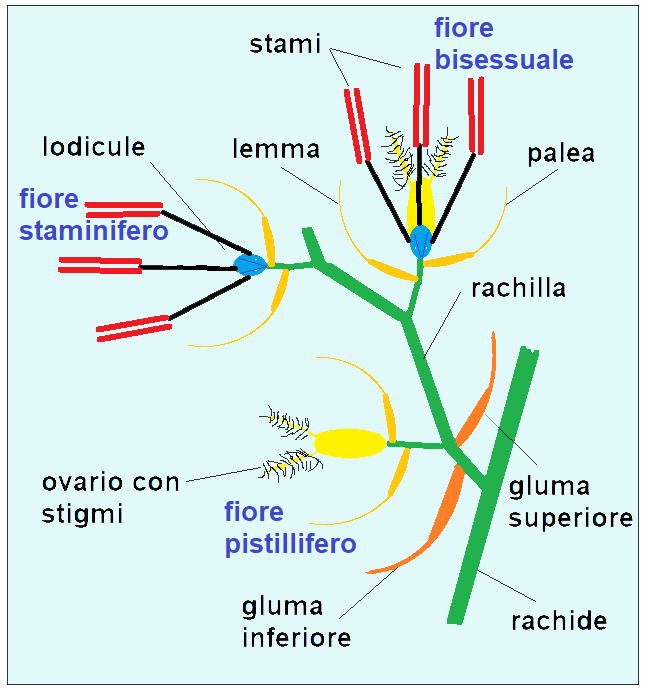
Spighetta generica con tre fiori diversi

Queste piante arrivano ad una altezza di 4 - 12 dm). La forma biologica è emicriptofita cespitosa (H caesp), sono piante erbacee, perenni, con gemme svernanti al livello del suolo e protette dalla lettiera o dalla neve e presentano ciuffi fitti di foglie che si dipartono dal suolo. L'avena verdeggiante, più o meno glabrescente, si presenta come densi cespugli.

### Radici
Le radici sono fascicolate.

### Fusto
La parte aerea del fusto è formata da culmi robusti ed eretti (la base è avvolta dalle guaine dissolte).

### Foglie
Le foglie lungo il culmo sono disposte in modo alterno, sono distiche e si originano dai vari nodi. Sono composte da una guaina, una ligula e una lamina. Le venature sono parallelinervie. La sezione anatomica delle foglie si presenta con dei pilastri sclerechimatici longitudinali interrotti da zone di cellule ialine. 
- Guaina: la guaina è abbracciante il fusto, ma completamente aperta; in genere è priva di auricole.
- Ligula: la ligula, membranosa e cigliata, è molto breve (tronca). Lunghezza: 0,3 – 1 mm.
- Lamina: la lamina ha delle forme strettamente conduplicate, scabre di sopra; la consistenza è rigida. La superficie della lamina è rigata (costole sporgenti). Sono presenti 11 - 13 fasci vascolari. Le foglie sono decidue (all'altezza delle ligule). Dimensione delle foglie: larghezza 0,9 – 4 mm; lunghezza 15 – 60 cm; diametro: 1 - 1,2 mm.

### Infiorescenza
Infiorescenza principale (sinfiorescenza o semplicemente spiga): le infiorescenze hanno la forma di una pannocchia lineare, aperta e sono formate da diverse spighette (30 - 55) sporgenti oltre le glume. I rami primari della pannocchia portano 3 - 7 spighette fertili su ciascun ramo inferiore. La fillotassi dell'inflorescenza inizialmente è a due livelli (o a due ranghi), anche se le successive ramificazioni la fa apparire a spirale. Dimensioni della pannocchia: lunghezza 8 – 20 cm. 

### Spighetta
Infiorescenza secondaria (o spighetta): le spighette, dalle forme oblunghe e compresse lateralmente, sottese da due brattee distiche e strettamente sovrapposte chiamate glume (inferiore e superiore), sono formate da 2 - 3 fiori. Possono essere presenti dei fiori sterili; in questo caso sono in posizione distale rispetto a quelli fertili. Alla base di ogni fiore sono presenti due brattee: la palea e il lemma. La disarticolazione in genere avviene sopra le glume. Le spighette spesso sono variegate in violetto. Lunghezza delle spighette (senza le reste): 12 – 14 mm.
- Glume: le glume, con apici acuti, avvolgono più o meno completamente i fiori (per 2/3 o 3/4 della lunghezza). Lunghezza della gluma inferiore: 8 – 10 mm. Lunghezza della gluma superiore: 10 – 12 mm.
- Palea: la palea è un profillo lanceolato con alcune venature e margini cigliati.
- Lemma: il lemma all'apice è bi-dentato e termina con una lunga resta. La resta è scura ed è inserita dorsalmente oltre la metà verso l'apice; è inoltre cilindrica, ritorta e ginocchiata. Lunghezza del lemma: 9 mm. Lunghezza della resta: 10 – 15 mm.

### Fiore
I fiori fertili sono attinomorfi formati da 3 verticilli: perianzio ridotto, androceo  e gineceo.
- Formula fiorale:[6]

*, P 2, A (1-)3(-6), G (2–3) supero, cariosside.
- Il perianzio è ridotto e formato da due lodicule, delle squame traslucide, poco visibili (forse relitto di un verticillo di 3 sepali). Le lodicule sono membranose e non vascolarizzate.
- L'androceo è composto da 3 stami ognuno con un breve filamento libero, una antera sagittata e due teche. Le antere sono basifisse con deiscenza da una fessura laterale longitudinale. Il polline è monoporato.
- Il gineceo è composto da 3-(2) carpelli connati formanti un ovario supero. L'ovario, pubescente dappertutto, ha un solo loculo con un solo ovulo subapicale (o quasi basale). L'ovulo è anfitropo e semianatropo e tenuinucellato o crassinucellato. Lo stilo è breve con due stigmi papillosi e distinti.
- Fioritura: da giugno a luglio.

### Frutti
I frutti sono dei cariosside, ossia sono dei piccoli chicchi indeiscenti, con forme ovoidali, nei quali il pericarpo è formato da una sottile parete che circonda il singolo seme. In particolare il pericarpo è fuso al seme ed è aderente. L'endocarpo non è indurito e l'ilo è lungo e lineare. L'embrione è provvisto di epiblasto; ha inoltre un solo cotiledone altamente modificato (scutello senza fessura) in posizione laterale. I margini embrionali della foglia non si sovrappongono. A volte l'endosperma è liquido.

## Biologia
Come gran parte delle Poaceae, le specie di questo genere si riproducono per impollinazione anemogama. Gli stigmi più o meno piumosi sono una caratteristica importante per catturare meglio il polline aereo. 
La dispersione dei semi avviene inizialmente a opera del vento (dispersione anemocora) e una volta giunti a terra grazie all'azione di insetti come le formiche (mirmecoria). In particolare i frutti di queste erbe possono sopravvivere al passaggio attraverso le budella dei mammiferi e possono essere trovati a germogliare nello sterco.

## Distribuzione e habitat

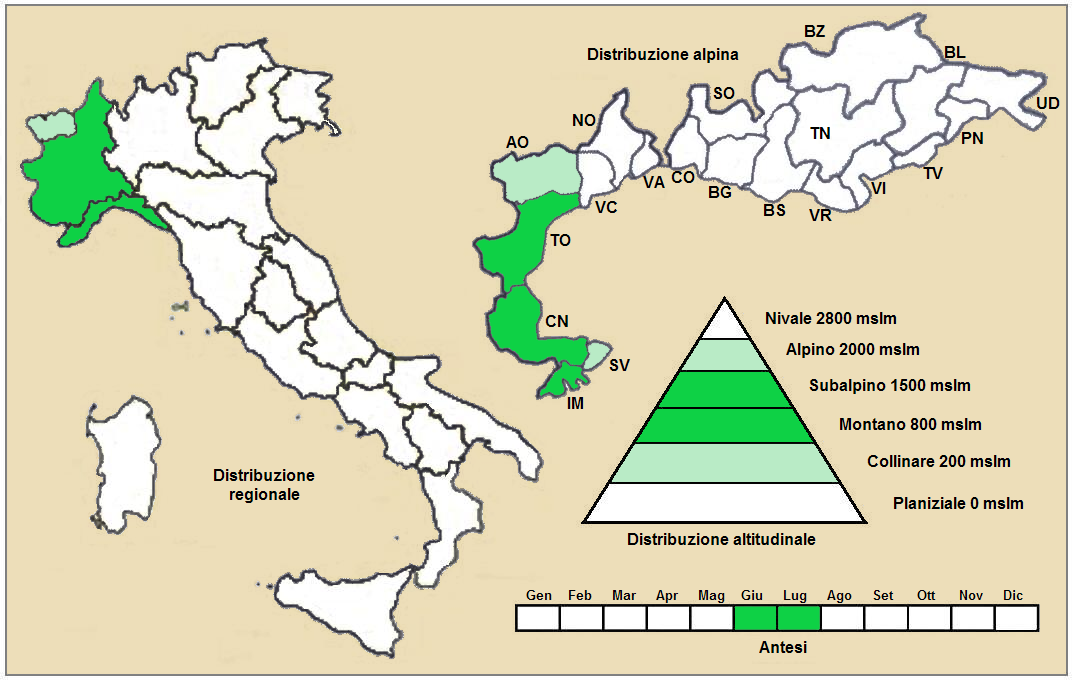
Distribuzione della pianta
(Distribuzione regionale – Distribuzione alpina)

- Geoelemento: il tipo corologico (area di origine) è Endemico - Ovest Alpico.
- Distribuzione: in Italia è una specie rara e si trova nelle Alpi Marittime e Cozie. Fuori dall'Italia, sempre nelle Alpi, questa specie si trova in Francia (dipartimenti di Alpes-de-Haute-Provence, Hautes-Alpes, Alpes-Maritimes, Drôme, Isère e Savoia).
- Habitat: gli habitat tipici per questa pianta sono i pascoli aridi e sassosi. Il substrato preferito è calcareo ma anche calcareo/siliceo con pH basico, bassi valori nutrizionali del terreno che deve essere secco.[14]
- Distribuzione altitudinale: sui rilievi alpini queste piante si possono trovare da 1.500 a 2.000 m s.l.m.; nelle Alpi frequentano quindi i seguenti piani vegetazionali: montano e subalpino e in parte quello collinare e alpino.

### Fitosociologia

#### Areale alpino
Dal punto di vista fitosociologico alpino Helictotrichon sempervirens appartiene alla seguente comunità vegetale:
- Formazione: delle comunità a emicriptofite e camefite delle praterie rase magre secche.

- Classe: Festuco-Brometea

- Ordine: Ononidetalia striatae

- Alleanza: Avenion sempervirentis

#### Areale italiano
Per l'areale completo italiano Helictotrichon sempervirens appartiene alla seguente comunità vegetale:
- Macrotipologia:  vegetazione sopraforestale criofila e dei suoli crioturbati.

- Classe: Festuco-seslerietea Barbéro-Bonin, 1969

- Ordine: Seslerietalia caeruleae Br.-Bl. in Br.-Bl. & Jenny, 1926

- Alleanza: Avenion sempervirentis Barbero, 1968

Descrizione. L'alleanza Avenion sempervirentis è relativa ai prati e ai pascoli di tipo steppico localizzati in aree povere di argilla e di humus ma ricche di elementi pietrosi. La distribuzione di questa alleanza è nelle Alpi Marittime. Queste comunità spesso confinano con le mughete e con la vegetazione dei detriti di falda.
Specie presenti nell'associazione:  Festuca dimorpha, Cyanus triumfettii, Astragalus sempervirens e Ononis cristata.

## Tassonomia
La famiglia delle Poacee comprende circa 800 generi e oltre 9.000 specie. È una delle famiglie più numerose e più importanti del gruppo delle monocotiledoni. La famiglia è suddivisa in 12 sottofamiglie, il genere Helictotrichon  fa parte della sottofamiglia Pooideae, tribù Poeae, sottotribù Aveninae.
Il basionimo per questa specie è: Avena sempervirens Villars, 1779

### Filogenesi
La sottotribù Aveninae fa parte della tribù Poeae Dumort., 1824 e quindi della supertribù Poodae L. Liu, 1980. All'interno della tribù, la sottotribù Aveninae appartiene al gruppo con le sequenze dei plastidi di tipo "Poeae" (definito "Poeae chloroplast groups 1" o anche "Plastid Group 1 (Poeae-type)").
All'interno delle Aveninae si individuano due subcladi. Helictotrichon si trova nel primo clade insieme ai generi Arrhenatherum e Avena. Questo genere tradizionalmente è rimasto parafiletico per lungo tempo; solamente con gli ultimi studi filogenetici è stato ridotto a due soli subgeneri: subg. Helictotrichon e subg. Tricholemma M. Ròser, passando così da un centinaio di specie ad una trentina.
La specie H. sempervirens è una specie poliploide; la stirpe più comune è la forma diploide (2n = 14), quella poliploide (2n = 42). L'allopoliploidia può essersi generata da un evento ibridogeno tra le specie Helictotrichon parlatorei e H. sempervirens, ma è da verificare.
Le seguenti sono sinapomorfie relative a tutta la sottofamiglie (Pooideae):
- la fillotassi dell'inflorescenza inizialmente è a due livelli;
- le spighette sono compresse lateralmente;
- i margini embrionali della foglia non si sovrappongono;
- l'embrione è privo della fessura scutellare.

Per il genere Helictotrichon è stata individuata la seguente sinapomorfia: l'ilo è lungamente lineare.
Il numero cromosomico di H. sempervirens è: 2n = 28 e 42

### Sinonimi
Questa entità ha avuto nel tempo diverse nomenclature. L'elenco seguente indica alcuni tra i sinonimi più frequenti:
- Avena fallax Roem. & Schult.
- Avena involuta  C.Presl ex Steud.
- Avena notarisii  Parl.
- Avena sempervirens  Vill.
- Avena striata  Lam.
- Avenastrum sempervirens  (Vill.) Vierh.
- Avenula sempervirens  (Vill.) Dumort.
- Helictotrichon sempervirens var. pubescens  (Husn.) Gervais
- Heuffelia sempervirens  (Vill.) Schur
- Trisetum striatum  (Lam.) Pers.